# Laàs
Laàs – miejscowość i gmina we Francji, w regionie Nowa Akwitania, w departamencie Pireneje Atlantyckie.
Według danych na rok 1990 gminę zamieszkiwało 135 osób, a gęstość zaludnienia wynosiła 21 osób/km² (wśród 2290 gmin Akwitanii Laàs plasuje się na 1041. miejscu pod względem liczby ludności, natomiast pod względem powierzchni na miejscu 1325.).